# Consonne affriquée palato-alvéolaire voisée
La consonne affriquée palato-alvéolaire voisée est un son consonantique très fréquent dans de nombreuses langues parlées. Le symbole dans l'alphabet phonétique international est d͡ʒ (anciennement [ʤ]). Ce symbole représente un [d] et un [ ʒ], liés en un seul caractère.
Selon les langues, il peut être simple [d͡ʒ], aspiré [d͡ʒʱ], etc.

## Caractéristiques
Voici les caractéristiques de la consonne affriquée palato-alvéolaire voisée :
- Son mode d'articulation est affriquée, ce qui signifie qu’elle est produite en empêchant d'abord l'air de passer, puis le relâchant à travers une voie étroite, causant de la turbulence.
- Son point d'articulation est palato-alvéolaire, ce qui signifie qu'elle est articulée au niveau de la jonction entre les alvéoles de la mâchoire supérieure et le palais dur, avec une langue convexe et renflée en forme de dôme.
- Sa phonation est voisée, ce qui signifie que les cordes vocales vibrent lors de l’articulation.
- C'est une consonne orale, ce qui signifie que l'air ne s’échappe que par la bouche.
- C'est une consonne centrale, ce qui signifie qu’elle est produite en laissant l'air passer au-dessus du milieu de la langue, plutôt que par les côtés.
- Son mécanisme de courant d'air est égressif pulmonaire, ce qui signifie qu'elle est articulée en poussant l'air par les poumons et à travers le chenal vocatoire, plutôt que par la glotte ou la bouche.

## Symboles de l'API
Son symbole complet dans l'alphabet phonétique international est d͡ʒ, représentant un d minuscule dans l'alphabet latin, suivi d'un ʒ (« ej ») minuscule, reliés par un tirant. Le tirant est souvent omis quand cela ne crée pas d'ambiguïté.
Une alternative non officielle est de mettre le ej en exposant, pour indiquer le relâchement fricatif de l'affriquée,. Enfin, l'API comportait anciennement une ligature spéciale pour cette affriquée, mais elle n'est plus officielle ; elle reste cependant disponible comme caractère Unicode. 
| d͡ʒ               | d͜ʒ                                   | dʒ                            |
| Symbole complet. | Symbole complet (forme alternative). | Forme simplifiée sans tirant. |

| dᶾ                   | ʤ                  |
| Forme avec exposant. | Ancienne ligature. |

## En français
Ce son apparaît en français dans les suites présentant les sons [d] et [ʒ], comme dans les mots « adjectif », « adjoint », et dans les mots d’origine étrangères, comme « jazz » /dʒaz/.

## Autres langues
- L'anglais le possède comme dans giraffe ou comme dans jump. Cette langue le note j ou g, sauf dans certains mots comme judge ou hedgehog, où il le transcript dg ou dj.

- Bien que n'utilisant ce son que dans les mots d'emprunts, l'espagnol standard l'écrit dj comme le français. Quelques dialectes d'Andalousie possèdent quand même ce son, toujours dans les mots d'emprunts.

- L'arabe standard possède le [d͡ʒ] qui s’écrit ج comme dans جَرَس /d͡ʒaras/, mais dans certains dialectes du nord de l'Afrique, il se prononce [ʒ] ou bien [g].

- L'allemand possède ce son seulement dans les mots d'origine étrangère, mais le note dsch, sauf dans les mots d'emprunt à l'anglais, où il le note alors g ou j.

- L'espéranto l'écrit ĝ.

- L'albanais l'écrit xh, sauf dans les mots d'emprunt à l'anglais, où il le note alors g ou j.

- Ce son s'écrit dzs en hongrois, sauf dans les mots d'emprunt à l'anglais, où il est noté alors g ou j.

- En féroïen, le [d͡ʒ] s'écrit dj ou une combinaison de g avec e, i, y ou ey. Toutefois, plusieurs spécialistes pensent plutôt qu'il s'agirait d'un [ɟ], ou que cela dépendrait du dialecte.

- L'italien possède le [d͡ʒ], par exemple dans les mots giungla, fingere et pagina, mais l'écrit j ou g dans les mots d'emprunt, notamment à l'anglais.

- Le pandunia utilise la lettre j.

- En polonais, le [d͡ʒ] s'écrit normalement dż, par exemple dans le mot dżungla, mais aussi cz à cause de la sonorisation régressive, par ex. liczba. D'autre côté, la note dż peut également être prononcée comme  [t͡ʒ] (dévoisement) ou comme la succession de sons [dʒ].

- En portugais brésilien, la lettre d devant le [i] (écrit i ou e atone) peut être prononcée [d͡ʒ]. Il est donc un allophone de /d/. Un changement identique s'opère entre le /t/ et le [t͡ʃ].

- Le serbo-croate possède à la fois [d͡ʒ], écrit џ en cyrillique et dž en latin, ainsi que la réalisation mouillée [d͡ʒʲ] (/d͡ʑ/), écrite ђ en cyrillique et đ (ou dj) en latin.

- Les langues turques et le kurde l'écrivent c.

- L'ukrainien possède cette consonne, mais la note дж (dž) sans la distinguer de la succession de sons [dʒ].